# Корисні копалини Камеруну
Корисні копалини Камеруну
З корисних копалин основну цінність являють боксити, в перспективі – вуглеводні, зал. руди, невеликі родов. золота та олова, кіаніт, граніт, алмази. (табл. 1).
Таблиця 1. – Основні корисні копалини Камеруну станом на 1998-1999 рр.
| Корисні копалини               | Запаси       | Запаси    | Вміст корисного компоненту в рудах, % | Частка у світі, % |
| Корисні копалини               | Підтверджені | Загальні  | Вміст корисного компоненту в рудах, % | Частка у світі, % |
| Боксити, млн т                 | 1628         | 2000-4000 | 47 (Al2O3)                            | 6,1               |
| Залізні руди, млн т            | 240          | 1220      | 40 (Fe)                               | 0,1               |
| Нафта, млн т                   | 83           |           |                                       | 0,1               |
| Золото, т                      |              | 2         | 0,5 г/т                               |                   |
| Олово, тис. т                  | 1            | 1         | 0,4                                   |                   |
| Природний горючий газ, млрд м3 | 110          |           |                                       | 0,1               |

Великі родовища поверхневих гібситових бокситів латеритного типу Мінім-Мартап та Нгуанда мають підтверджені запаси – 900 і 200 млн т. Родовища не освоєні.  В район родовищ продовжена транскамерунська залізниця. 
На шельфі виявлені нафтові і газові родовища.
Територія Камеруну геологічно недостатньо досліджена. В Східному Камеруні залишаються перспективні площі для ГРР на золото. Американська компанія Geovic Cameroon на початку XXI ст. веде геологічні дослідження  на кобальт, нікель і марганець.